# Notholaena affinis
Notholaena affinis là một loài thực vật có mạch trong họ Adiantaceae. Loài này được (Mett.) T. Moore miêu tả khoa học đầu tiên năm 1861.